# Balocerus lintus
Balocerus lintus är en insektsart som beskrevs av Webb 1983. Balocerus lintus ingår i släktet Balocerus och familjen dvärgstritar. Inga underarter finns listade i Catalogue of Life.